# José Serebrier
José Serebrier (* 3. Dezember 1938 in Montevideo) ist ein uruguayischer Dirigent und Komponist.
Serebrier nahm neunjährig Violinunterricht bei Jascha Fidlon und leitete ab dem elften Lebensjahr vier Jahre lang das erste Jugendorchester Uruguays, mit dem er im ganzen Land mehr als einhundert Konzerte gab. Seine früheste erhaltene Komposition ist eine Sonate für Violine solo aus dem Jahr 1949. Fünfzehnjährig gewann er einen nationalen Preis für Komposition mit der Ouvertüre La Leyenda de Fausto, die ihn international bekannt machte.
Auf Initiative von Aaron Copland und Virgil Thompson erhielt er ein Stipendium des American State Department, das ihm ein Studium am Curtis Institute of Music bei Vittorio Giannini (Komposition) und Efrem Zimbalist (Geige) ermöglichte. Sein erster Dirigierlehrer war Eugene Ormandys Assistent William Smith, später setzte er die Ausbildung bei Pierre Monteux und – als einziger Schüler – bei Antal Dorati fort. Seine Erste Sinfonie wurde in dieser Zeit von Leopold Stokowski in Philadelphia zur Aufführung gebracht.
1958 wurde Serebrier assistierender Dirigent des Minneapolis Symphony Orchestra und vollendete seine Zweite Sinfonie (Partita). 1962 wurde er beim American Symphony Orchestra Assistent von Stokowski, der 1962 seine Elegy for Strings (1952) und 1963 sein Poema Elegiaco in der Carnegie Hall zur Uraufführung brachte. Erfolgreich war auch Serebriers Debüt als Dirigent in der Carnegie Hall. Als Assistent Stokowskis wirkte er 1965 an der Einspielung von Charles Ives’ Vierter Sinfonie mit. Von 1968 bis 1970 war er Composer in Residence und Assistent von George Szell beim Cleveland Orchestra.
In den 1970er und 1980er Jahren trat Serebrier als Gastdirigent zahlreicher namhafter Orchester in den USA, in Südamerika und in Europa auf. Er war 1984 Gründer und künstlerischer Leiter des International Festival of the Americas und initiierte 1985 das Festival Miami, bei dem neben Werken zeitgenössischer Komponisten wie Elliott Carter u. a. Werke von Franz Liszt und Richard Wagner zur Aufführung kamen. Mit mehr als 200 Plattenaufnahmen wurde er achtmal für einen Grammy nominiert.

## Werke
- Sonate für Violine solo, op. 1, 1948
- Elegy for Strings, 1952
- Quartet for Saxophones, 1955
- Pequeña música for Wind Quintet, 1955
- Symphony No. 1, 1956
- Momento psicológico für Streichorchester, 1957
- Suite canina für Bläsertrio, 1957
- 2. Symphonie "Partita", 1958
- Symphony for Percussion, 1960
- Fantasia für Streichquartett (Streichorchester), 1960
- Variations on a Theme of Childhood für Posaune oder Fagott und Streichorchester, 1963
- Passacaglia und Perpetuum mobile für Akkordeon und Kammerorchester, 1966
- The Star Wagon für Kammerorchester, 1967
- Nueve für Kontrabass und Orchester, 1970
- Colores magicos, Variationen für Harfe und Kammerorchester, 1971
- Preludio fantastico y danza magica für fünf Perkussionisten, 1973
- George & Muriel für Kontrabass, Chor und Kontrabassensemble, 1986
- Dorothy & Carmine! für Flöte und Orchester, 1991
- Violin Concerto "Winter", 1992
- Winterreise für Orchester, 1999[1]
- At Dusk, in Shadows für Soloflöte
- Night Cry für Blechbläserensemble
- 3. Symphonie "Symphonie mystique" für Streichorchester mit Solosopran (textlos), 2003

## Weblink
- Homepage von José Serebrier